# Богдан, Леокадия Ивановна
Леокадия Ивановна Богдан (бел. Леакадыя Іванаўна Богдан; 5 мая 1931, Липщаны, Сувалкское воеводство — 26 июля 1999, Кулаковщина, Подлабенский сельсовет, Гродненский район, Гродненская область, Белоруссия) — советская свинарка, Герой Социалистического Труда (1966).
С 1957 года работала свинаркой в колхозе «Красный борец» Гродненского района. Звание Героя присвоено за успехи в развитии животноводства, увеличении производства и заготовок сельскохозяйственной продукции. Депутат Верховного Совета БССР в 1963—1967 годах.